# منطقه حفاظت‌شده تاز شمالی
منطقه حفاظت‌شده تاز شمالی (روسی: Верхне-Тазовский заповедник) یک منطقه حفاظت‌شده در ناحیه خودگردان یامالو-ننتس کشور روسیه است.